# 唐娜·蘭利
唐娜·蘭利-沙姆希里女爵士 DBE（1968年—）是一名英國電影主管，現任環球影業和環球影視娛樂集團董事長兼內容長 。

## 職業生涯
蘭利的職業生涯始於新線影業的製片主管。2001年，她成為環球影業製作部資深副總裁。
在環球公司工作期間，蘭利曾負責監督《玩命關頭》、《神偷奶爸》和《神鬼認證》等電影。她以培養與電影製作人和編劇的良好關係而知名。蘭利為喬登·皮爾的導演處女作及其後繼作品和提供了支持。蘭利也將導演克里斯多福·諾蘭從華納兄弟招募到環球影業。繼、和之後，他的電影《奧本海默》又為蘭利在2023年取得了一系列成功。
蘭利的工作包括監管全球專業部門焦點影業，以及照明娛樂和夢工廠動畫，後者於2016年被環球收購。蘭利的職責在2023年擴展；作為內容長，她不僅負責監管環球公司的電影片單，還負責公司的電視和串流媒體策略。
在蘭利的職業生涯中，她一直支持為女性提供指導機會。她幫助啟動了《好萊塢報道》的「電影界女性導師」計劃。她也是非營利組織Vital Voices的大使和董事會成員。
在2020年元旦授勳儀式上，蘭利被任命為大英帝國女爵司令勳章（DBE），以表彰她對電影和娛樂產業的貢獻。

## 個人生活
蘭利是被收養的，在懷特島郡長大，曾就讀於坎特伯雷的肯特學院。她已婚，有兩個孩子，與家人住在洛杉磯。

## 外部連結
- Donna Langley （页面存档备份，存于） on universalpictures.com
- 唐娜·蘭利在互联网电影资料库（IMDb）上的資料（英文）
- . Directors Guild of America.   [2024-04-21]. （原始内容存档于2024-04-21）.